# Josef Anton Schobinger
Josef Anton Schobinger (Lucerna, 30 de enero de 1849 – Berna, 27 de noviembre de 1911) fue un político y arquitecto suizo. En 1874 fue elegido miembro del Consejo de Gobierno del Cantón de Lucerna, y en 1888, también del Consejo Nacional. Presidió durante siete años el grupo parlamentario católico-conservador (actual CVP/PDC). En 1908 fue elegido Consejero Federal, cargo que desempeñó hasta su muerte.

## Biografía

### Familia, estudios y carrera
Era hijo del administrador hospitalario Josef Heinrich Schobinger y de Barbara Gloggner. Tras estudiar en el Gymnasium de Lucerna, residió durante un tiempo en Chambéry para mejorar su dominio de la lengua francesa. Posteriormente, cursó la carrera de Arquitectura en la Escuela Politécnica Federal de Zúrich. Tras una breve etapa laboral como arquitecto autónomo, se incorporó a la administración cantonal de Lucerna, donde participó en la planificación y ejecución de numerosos edificios públicos. Se casó con la escocesa Mary Elizabeth Cowan, con la que tuvo una hija. Alcanzó el grado de coronel de artillería en el ejército.

### Política cantonal y federal
En 1874, el Gran Consejo del Cantón de Lucerna le eligió miembro del Consejo de Gobierno cantonal. Su designación causó un gran revuelo, ya que en aquel momento tan solo tenía 24 años y apenas experiencia en la política. Formó parte del gobierno cantonal durante los 34 años siguientes, y dedicó la mayor parte de su tiempo a dirigir el Departamento de Obras Públicas. Su labor más destacada fue la ampliación de la red ferroviaria: promovió la construcción del ferrocarril Berna-Lucerna (inaugurado en 1875) y del ferrocarril del Seetal (inaugurado en 1883). Mantuvo frecuentes enfrentamientos con su colega de gobierno Philipp Anton von Segesser, escéptico ante el progreso técnico. Trató de huir del clima generado por la Kulturkampf y se esforzó por mantener relaciones cordiales con sus adversarios políticos.
Tras la muerte de Segesser, el 23 de octubre de 1888 se celebraron elecciones parciales en la circunscripción de Lucerna-Noreste para elegir a su sucesor en el Consejo Nacional. Schobinger se impuso con claridad a su oponente liberal y se integró en el grupo parlamentario católico-conservador. Pronto se ganó una gran reputación a nivel federal gracias a su experiencia de gobierno, su talento como orador y sus impecables modales. Entre 1895 y 1902 fue presidente del grupo parlamentario y, en 1904, del Consejo Nacional. Su amplia experiencia en el sector ferroviario le llevó a formar parte del Consejo de Administración de los Ferrocarriles Federales Suizos, fundados en 1902.
Después de que Josef Zemp anunciara su inminente dimisión, hubo un amplio consenso en torno a la pretensión por parte de los conservadores católicos de ocupar el escaño que dejaba vacante en el Consejo Federal. En un primer momento, el grupo parlamentario apostaba por Gustav Muheim, pero este declinó la propuesta alegando motivos de salud. En las elecciones sustitutivas del 17 de junio de 1908, Schobinger obtuvo 141 de los 178 votos válidos en la primera votación; Gustav Loretan recibió siete votos, Giuseppe Motta cinco, Georges Python cuatro y el resto de candidatos 19.

#### Consejero Federal
A lo largo de su breve mandato, tuvo que cambiar de departamento cada año, una práctica habitual en aquella época que se aplicaba a los consejeros de menor antigüedad. En 1908 dirigió el Departamento de Justicia y Policía; en 1909, el de Comercio, Industria y Agricultura; en 1910, el de Finanzas y Aduanas; y en 1911, el del Interior. Estos constantes cambios le impidieron dejar una huella importante y acabó pasando relativamente desapercibido, máxime cuando se le negó el Departamento de Correos y Ferrocarriles, que habría sido el más adecuado para él dada su trayectoria. La única iniciativa destacable que consiguió que se aprobara en el Parlamento fue la prohibición del vino artificial. A mediados de noviembre de 1911 enfermó de pleuresía y murió dos semanas más tarde, a la edad de 62 años.